# Bildroman
Der Bildroman ist ein Erzählgenre, in dem Sequenzen von Bildern ohne Bildunterschrift verwendet werden, um Geschichten zu erzählen. Künstler stellten solche Bücher häufig mit Hilfe von Holzschnitten und anderen Reliefdrucktechniken her, deshalb wird auch der Begriff Holzschnittroman verwendet. Die Blütezeit des Genres war hauptsächlich in den 1920er und 1930er Jahren; in Deutschland war es am populärsten.
Der Bildroman hat seinen Ursprung in der deutschen expressionistischen Bewegung des frühen 20. Jahrhunderts. Die Arbeiten sind typisch für den Sozialismus und waren von mittelalterlichen Holzschnitten inspiriert. Das unbeholfene Aussehen dieses Mediums half, Angst und Frustration über soziale Ungerechtigkeit auszudrücken. Das erste Buch dieser Art war das 1918 erschienene 25 images de la passion d'un homme des Belgiers Frans Masereel. Der Deutsche Otto Nückel und andere Künstler folgten Masereels Beispiel. 1929 brachte Lynd Ward das Genre in die USA, als er Gods' Man produzierte, was weitere amerikanische Bildromane und 1930 eine Parodie des Karikaturisten Milt Gross namens He Done Her Wrong inspirierte. Nach einem Produktions- und Popularitätshöhepunkt in den frühen 1930er Jahren schwand das Genre angesichts der Konkurrenz durch den Tonfilm und antisozialistischer Zensur in Nazideutschland und in den USA.
Nach dem Zweiten Weltkrieg wurden Bildromane immer seltener und frühe Werke waren vergriffen. Das Interesse lebte in den 1960er Jahren wieder auf, als Bildromane in der amerikanische Comic-Subkultur als prototypische Comics in Buchlänge erkannt wurden. In den 1970er Jahren inspirierte der Bildroman Zeichner wie Will Eisner und Art Spiegelman dazu, Comics in Buchlänge zu produzieren, die sie „Graphic Novels“ nannten. Zeichner wie Eric Drooker und Peter Kuper ließen sich direkt von Bildromanen inspirieren, um wortlose Graphic Novels zu schaffen.

## Merkmale
Bildromane erzählen eine Geschichte durch eine Abfolge ausdrucksstarker Bilder. Sozialistische Themen wie der Kampf gegen den Kapitalismus sind weit verbreitet; der Wissenschaftler Perry Willett nennt diese Themen „ein verbindendes Element der Ästhetik des Genres“. Sie orientieren sich sowohl formal als auch moralisch an expressionistischen Grafiken, Theater und Film. Bildromanautoren wie Frans Masereel nutzten die ungeschickte Ästhetik mittelalterlicher Holzschnitte, um ihr Leiden genauso wie revolutionäre politische Ideen auszudrücken und verwendeten dazu einfache, traditionelle Ikonografie. Der Text ist auf die Titel- und Kapitelseiten beschränkt, es sei denn, der Text ist Teil der Szene, beispielsweise auf Schildern.
Der Erzählstoff tendiert zur Melodramatik, und die Geschichten konzentrieren sich auf den Kampf gegen soziale Unterdrückung, in denen Charaktere durch wirtschaftliche, politische und andere soziale Kräfte zum Schweigen gebracht werden. Die Charaktere werden klar als gut oder böse dargestellt – die Guten werden mit Mitgefühl und die Bösen mit der Verachtung der moralischen Empörung des Künstlers gezeichnet.
Die meisten Bildromanautoren waren nicht produktiv; außer Masereel und Lynd Ward produzierten wenige mehr als ein einziges Buch. Die Bücher waren für ein Massenpublikum konzipiert, im Gegensatz zu ähnlichen, aber kleineren Portfolios von Künstlern wie Otto Dix, George Grosz und Käthe Kollwitz, die in limitierten Auflagen für Sammler hergestellt wurden.
Diese Portfolios, üblicherweise bestehend aus acht bis zehn Drucken, sollten ebenfalls der Reihe nach betrachtet werden. Bildromane waren länger, hatten komplexere Handlungen und wurden in mit Romanen vergleichbaren Größen und Dimensionen gedruckt. Sehr einflussreich waren Stummfilme, das beliebteste stumme visuelle Medium der damaligen Zeit. Schwenks, Zooms, Slapstick und andere filmische Gestaltungsmittel sind in den Büchern zu finden. Ward sagte, dass er bei der Produktion eines Bildromans diesen zuerst als Stummfilm in seinem Kopf visualisieren musste.
Typischerweise verwendeten Bildromane Reliefdrucktechniken wie Holzschnitte, Holzstiche, Metallschnitte oder Linolschnitte. Bei den Techniken zeichnet der Künstler ein Bild oder überträgt eines auf einen Druckblock. Die nicht zu druckenden Bereiche, die weiß bleiben, werden weggeschnitten, und es verbleiben erhabene Bereiche, auf die Tinte für die Drucke aufgetragen wird. Die monochromen Abzüge waren normalerweise in schwarzer Tinte und gelegentlich in einer anderen Farbe wie Siena oder Orange. Der Reliefdruck ist eine kostengünstige, aber arbeitsintensive Drucktechnik; es war für gesellschaftlich bewusste Künstler erschwinglich, die in Bildromanen Geschichten über die Arbeiterklasse erzählen wollten.

## Geschichte
Im mittelalterlichen Europa des 15. Jahrhunderts wurden Holzschnitt-Blockbücher als religiöse Erbauungsliteratur gedruckt. Besonders beliebt war der Ars moriendi. Zu Beginn des 16. Jahrhunderts verschwanden Blockbücher zugunsten von Büchern, die mit den beweglichen Lettern der Gutenberg-Druckmaschine gedruckt wurden. Der Holzschnittdruck setzte sich bis ins 16. Jahrhundert unter Künstlern wie Dürer, Holbein und Amman fort. Später lösten Gravurtechniken den Holzschnitt ab. Die von Thomas Bewick ins Leben gerufene Holzstichkunst erfreute sich seit dem 18. Jahrhundert großer Beliebtheit, bis das Verfahren im 19. Jahrhundert fortschrittlicheren Druckverfahren wie der Lithografie wich.
Der postimpressionistische Künstler Paul Gauguin griff den Holzschnitt im späten 19. Jahrhundert wegen seiner primitivistischen Wirkung wieder auf. Zu Beginn des 20. Jahrhunderts veröffentlichten Holzschnittkünstler wie Käthe Kollwitz (1867–1945) und Max Klinger (1857–1920) Holzschnittportfolios, die sich inhaltlich mit sozialer Ungerechtigkeit beschäftigen. Expressionistische Grafiker wie Max Beckmann (1884–1950), Otto Dix (1891–1969), Kollwitz und Karl Schmidt-Rottluff (1884–1976) ließen sich von dem wiederauflebenden Interesse an mittelalterlicher Grafikkunst im frühen 20. Jahrhundert – insbesondere biblischer Holzschnitte wie die Biblia pauperum – inspirieren. Diese Künstler benutzten die unbeholfene Optik von Holzschnittbildern, um Leidensgefühle auszudrücken.

### In Europa
Der Bildroman ging aus der expressionistischen Bewegung hervor. Der Belgier Frans Masereel (1889–1972) schuf 1918 das früheste Beispiel, Die Passion eines Menschen (25 images de la passion d'un homme). Es war ein Verkaufsschlager und wurde gefolgt von Mein Stundenbuch (Mon livre d'heures), das mit 167 Bildern Masereels längstes Buch war. Es war auch das kommerziell erfolgreichste, insbesondere in Deutschland, wo seine Bücher in den 1920er Jahren zu Hunderttausenden verkauft wurden und Einleitungen von Schriftstellern wie Max Brod, Hermann Hesse und Thomas Mann trugen. Masereels Bücher orientierten sich in ihren übertriebenen, aber gegenständlichen Stil mit auffälligen Schwarz-Weiß-Kontrasten stark am expressionistischen Theater und Film.
Der kommerzielle Erfolg Masereels veranlasste andere Künstler dazu, sich in dem Genre zu versuchen. Die Thematik der kapitalistischen Unterdrückung stand dabei im Vordergrund; ein Schema, das Masereel schon früh festgelegt hatte. Mit dreizehn Jahren zeichnete der polnisch-französische Künstler Balthus eine wortlose Geschichte über seine Katze. Sie wurde 1921 mit einer Einleitung des Dichters Rainer Maria Rilke veröffentlicht. Schicksal (1926) von Otto Nückel (1888–1955) stellt ein Werk mit größerer Nuance und Atmosphäre dar als Masereels bombastische Arbeiten; wo Masereel Geschichten über den Kampf des Mannes gegen die Gesellschaft erzählte, erzählt Nückel vom Leben einer einzelnen Frau. Schicksal erschien 1930 in den USA und verkaufte sich dort gut.
Clément Moreaus (1903–1988) erster Versuch mit dem Genre war Erwerbslose Jugend (1928). Der Ungar István Szegedi-Szüts (1892–1959), der nach England auswanderte, produzierte mit Pinsel und Tinte einen Bildroman namens My War (1931). In künstlerisch einfach gehaltenen Bildern, die an japanische Pinselmalerei erinnern, erzählt Szegedi-Szüts von einem ungarischen Kavalleristen, den seine Erfahrungen im Ersten Weltkrieg ernüchterten.
Helena Bochořáková-Dittrichová (1894–1980) war die erste Frau, die einen Bildroman produzierte. Anders als Masereel oder Nückel, die in ihren Arbeiten den Kampf der Arbeiterklasse festhielten, zeigt ihr Werk Z Mého Dětství (1929) das bürgerliche Leben. Bochořáková beschrieb ihre Bücher eher als „Zyklen“ und nicht als Romane. Der Surrealist Max Ernst schuf 1934 den wortlosen Collagenroman Une semaine de bonté. Nach dem Zweiten Weltkrieg erstellte Werner Gothein (1890–1968) Die Seiltänzerin und ihr Clown (1949).

### In Nordamerika
1926 zog der Amerikaner Lynd Ward (1905–1985) nach Leipzig, um dort Grafik zu studieren; während seines Aufenthalts entdeckte er die Werke von Masereel und Nückel. Er selbst produzierte sechs solcher Arbeiten und nannte sie „bildhafte Narrative“. Das erste, Gods' Man (1929), war sein populärstes. Ward verwendete Holzstich anstatt Holzschnitt und variierte von Seite zu Seite die Bildgrößen. 20.000 Exemplare von Gods' Man wurden verkauft, und andere amerikanische Künstler bauten in den 30er Jahren mit ihren eigenen Bildromanen auf diesem Erfolg auf.
Der Karikaturenzeichner Milt Gross parodierte das Genre mit He Done Her Wrong (1930); das Buch verwendet variierende Bilddesigns, ähnlich wie in Comics: Die Handlung findet manchmal außerhalb der Bildränder statt und Sprechblasen in den Bildern zeigen, was die Figuren sagen. Karikaturenzeichner und Illustrator William Groppers Alay-oop (1930) erzählt von den enttäuschten Träumen dreier Entertainer. In Abraham Lincoln: Biography in Woodcuts (1933) dokumentierte Charles Turzak den amerikanischen Präsidenten. Der Animator Myron Waldman (1908–2006) verfasste einen Bildroman über eine rundliche junge Frau auf der Suche nach einem glamourösen Ehemann. In dem Buch, Eve (1943), werden auch „Sprechblasen“ verwendet, wie in He Done Her Wrong.
Der amerikanische Illustrator James Reid (1907–1989) ließ sich für seinen Bildroman The Life of Christ (1930) von religiösen Blockbüchern des Mittelalters und seiner Arbeit im Art-déco-Stil inspirieren; aufgrund des religiösen Inhalts des Buches war es in der Sowjetunion im Rahmen der dortigen Religionspolitik verboten.
1938 produzierte der italienisch-amerikanische Künstler Giacomo Patri (1898–1978) seinen einzigen Bildroman, den Linolschnitt White Collar. Er zeichnet die Folgen des Börsencrashs von 1929 nach und sollte Angestellte zur Gewerkschaftsbildung motivieren. Es behandelt auch kontroverse Themen wie Abtreibung, Gesundheitsversorgung für die Armen und den Rückgang des christlichen Glaubens. Von 1948 bis 1951 produzierte der Kanadier Laurence Hyde (1914–1987) seinen einzigen Bildroman, den Holzschnitt Southern Cross, als Antwort auf die amerikanischen Atomtests im Bikini-Atoll. Der Roman erzählt von einer amerikanischen Evakuierung einer Insel für Atomtestzwecke, bei der eine Familie zurückgelassen wird. Das erste Buch des polnisch-amerikanischen Si Lewen (1918–2016), The Parade: A Story in 55 Drawings (1957), wurde von Albert Einstein für seine Antikriegsbotschaft gelobt. Aphrodite's Cup (1964) vom Kanadier George Kuthan ist ein erotisches Buch im antiken griechischen Stil. Zu Beginn des 21. Jahrhunderts erstellte der Kanadier George Walker wortlose Holzschnitt-Romane, beginnend mit Book of Hours (2010), über das Leben der Menschen im World Trade Center kurz vor den Anschlägen am 11. September.

### Interessensschwund
Bildromane erreichten von 1929 bis 1931 den Höhepunkt ihrer Popularität, danach begann der Tonfilm den Stummfilm abzulösen. In den 1930er Jahren unterdrückten und verhafteten die Nationalsozialisten in Deutschland viele Druckgrafiker und verboten Masereels Werke als „entartete Kunst“. Nach dem Zweiten Weltkrieg unterdrückte die US-Zensur Bücher mit sozialistischen Inhalten, einschließlich der Werke von Lynd Ward, über dessen sozialistische Überzeugungen das FBI Akten führte. Diese Zensur machte frühe Auflagen von Bildromanen in den USA zu seltenen Sammlerstücken.
In den 1940er Jahren hatten die meisten Künstler das Genre aufgegeben. Die engagiertesten Bildromanautoren, Masereel und Ward, gingen zu anderen Arbeiten über, für die sie bekannter wurden. Masereels Nachruf erwähnte seine Bildromane nicht einmal. Viele Bildromane blieben vergriffen, bis der Erfolg von Graphic Novels zu Beginn des 21. Jahrhunderts das Interesse von Lesern und Verlegern weckte.